# Chorsu (Samarcande)
Pour les articles homonymes, voir Chorsu (homonymie).
Chorsu (en ouzbek : Chorsu ; en persan : چارسو, ; et en russe : Чорсу, Tchorsou), est un monument historique situé dans le centre de la ville de Samarcande (Ouzbékistan), au nord-est de l'ensemble Régistan, dans la rue de Tachkent. Construit par l'émir de Boukhara, Chakhmourad (en) (1741-1800) au XVIIIe siècle, il est devenu actuellement un musée et une galerie d'art.
Le bâtiment est repris sur la liste du patrimoine mondial en Ouzbékistan à Samarcande. Son nom Chorsu provient de la racine du persan signifiant quatre chemins ou carrefour[réf. à confirmer],.

## Histoire
C'est sous l'émir Chakhmourad, en 1785, que le bâtiment a été construit et appelé Chorsu (Tchahar signifie 4 en langue farsi) en raison de ses quatre entrées donnant accès à la coupole. Les murs forment un prisme de 12 angles. Au centre se trouve un grand dôme entouré de quatre dômes plus petits au-dessus des quatre entrées du bâtiment. Avant le début du XXe siècle, le bâtiment était utilisé par les marchands de vêtements, de chapeaux, de médicaments, de livres et d'autres produits commerciaux. Autour du bâtiment se trouvaient des boutiques et des petites surfaces commerciales[réf. à confirmer].

## Restauration
À partir de l'époque soviétique, dans le bâtiment ne se vendaient plus que des souvenirs et des petits objets d'usage quotidien. En 2005, le dôme a été entièrement restauré et une couche de terre de trois mètres d'épaisseur a été enlevée des abords pour restaurer la hauteur primitive. Actuellement, Chorsu est utilisé comme galerie d'art où des artistes ouzbeks et étrangers viennent exposer leurs œuvres[réf. à confirmer].

## Galerie

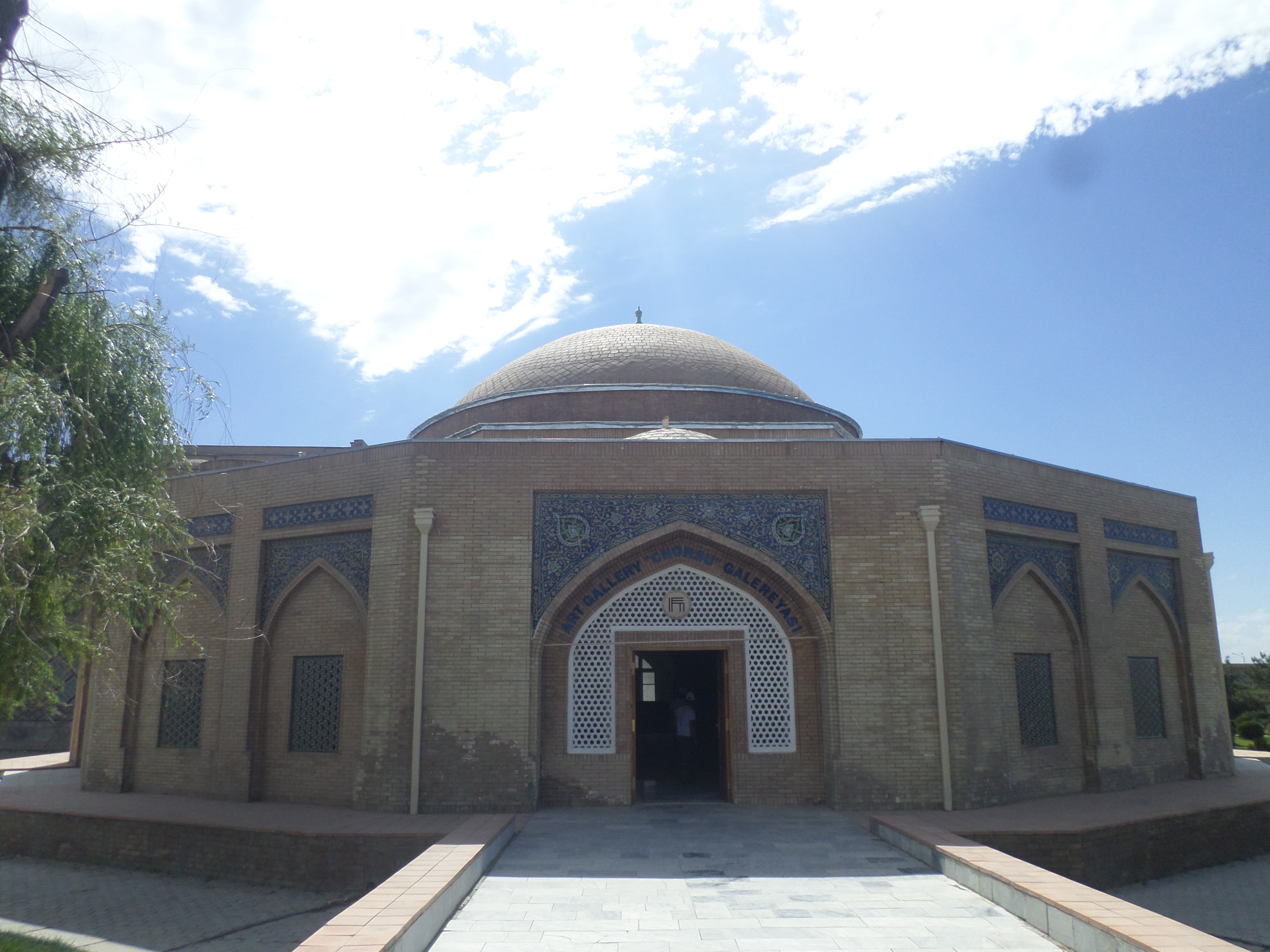
Entrée Est principale de Chorsu
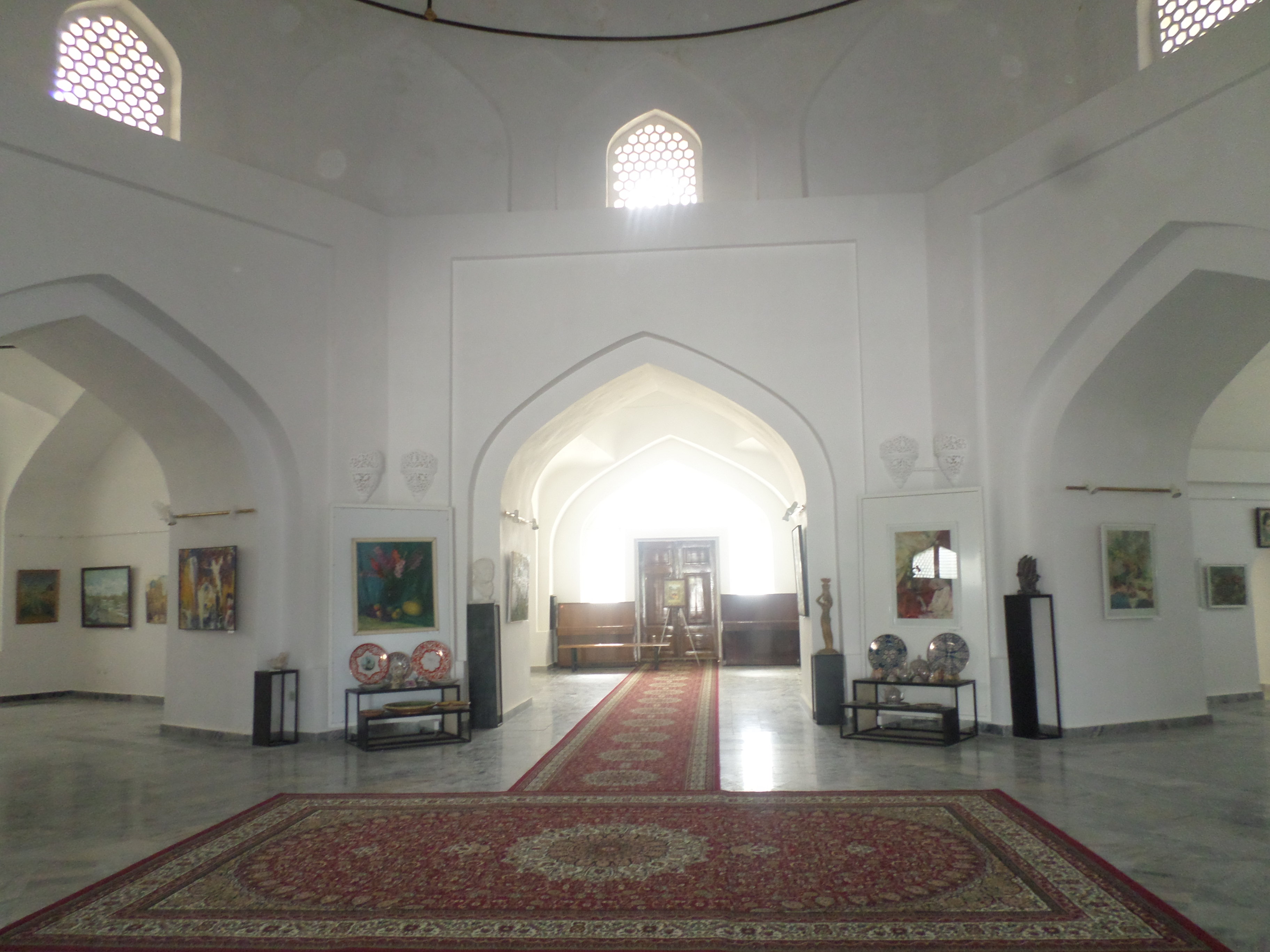
Intérieur à Chorsu
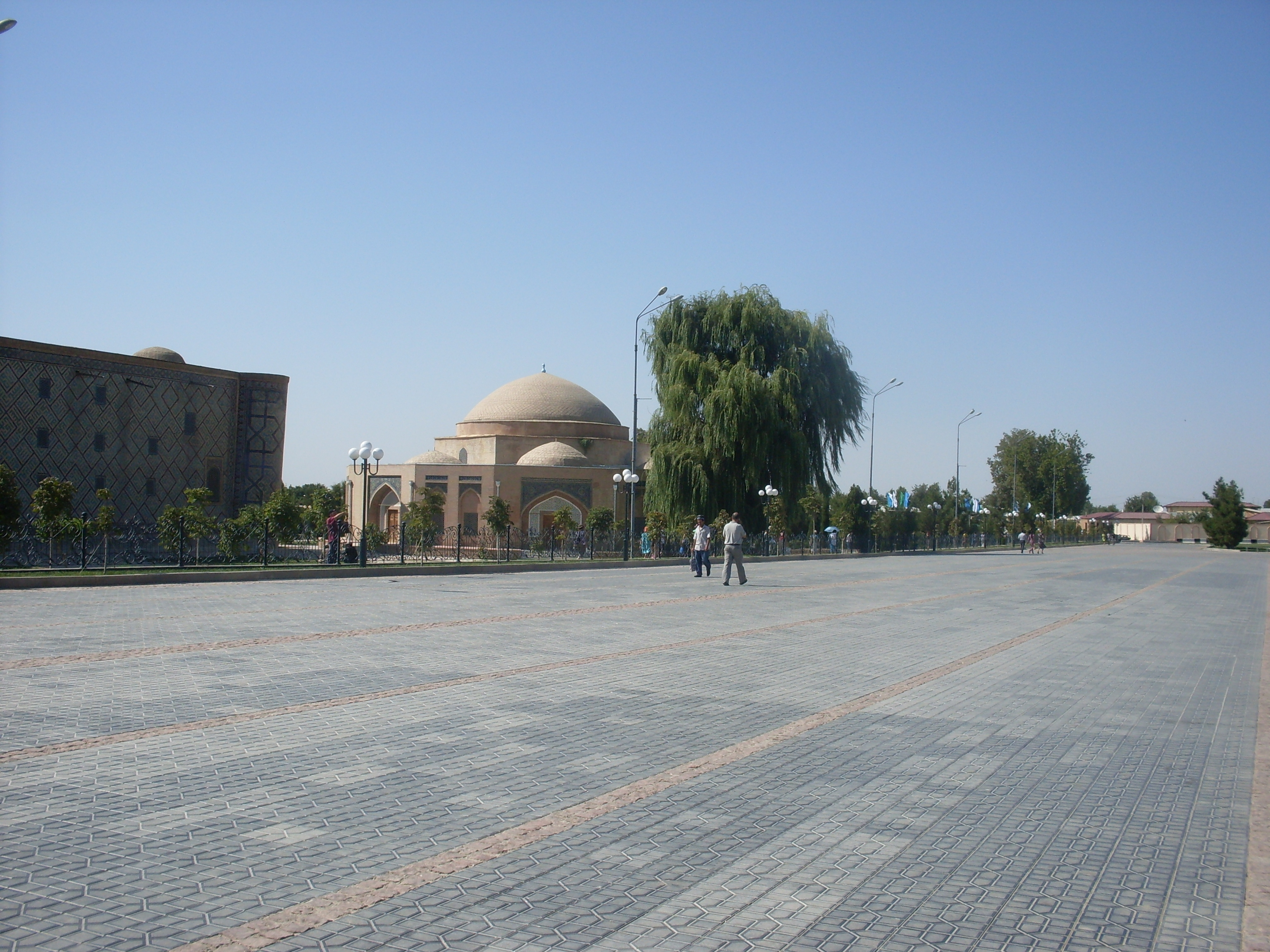
À gauche de Chorsu : la médersa de Cherdor de Régistan